# Coupe Charles Drago 1960
Navigation
Édition précédente Édition suivante
La huitième édition de la Coupe Charles Drago est organisée durant la deuxième partie de la saison 1959-1960 par la Ligue nationale de football pour les clubs professionnels français, et se déroule sur une période de février à juin. La compétition oppose les clubs éliminés de la Coupe de France de football avant les demi-finales.

## Clubs participants
| Division 1 - SCO Angers - FC Girondins de Bordeaux - RC Lens - Limoges FC - Olympique lyonnais - OGC Nice - Nîmes Olympique - RC Paris - Stade rennais UC - UA Sedan-Torcy - FC Sochaux-Montbéliard - Stade français - RC Strasbourg - SC Toulon - Toulouse FC - US Valenciennes-Anzin | Division 2 - AS Aix-en-Provence - Olympique d'Alès - RCFC Besançon - AS Béziers - AS Cannes - US Forbach - FC Grenoble - Lille OSC - Olympique de Marseille - FC Metz - SO Montpellier - FC Nancy - FC Nantes - CA Paris - Red Star Olympique - CO Roubaix-Tourcoing - FC Rouen - FC Sète - AS Troyenne et Savinienne |

## Premier tour
Les matchs se déroulent sur le terrain du premier club cité, sauf note contraire. En cas de match nul, les deux équipes sont départagées au nombre de coups de pied de coin obtenus, puis par tirage au sort à la pièce jetée.
Les clubs participants ont été éliminés en trente-deuxièmes de finale de la Coupe de France, à l'exception de l'AS Aix-en-Provence, du RCFC Besançon, du CA Paris et du CO Roubaix-Tourcoing, éliminés au tour précédent.
Matchs disputés le 14 février 1960 sauf note contraire.
| Equipe 1                       | Score | Equipe 2                      | Notes                             |
| CA Paris (D2)                  | 0 - 1 | CO Roubaix-Tourcoing (D2)     | Disputé le 13 février à Vincennes |
| AS Aix-en-Provence (D2)        | 1 - 2 | Olympique d'Alès (D2)         | Disputé le 13 février             |
| AS Béziers (D2)                | 3 - 1 | FC Girondins de Bordeaux (D1) | Disputé le 13 février             |
| FC Metz (D2)                   | 3 - 1 | RCFC Besançon (D2)            |                                   |
| AS Troyenne et Savinienne (D2) | 4 - 3 | FC Sochaux-Montbéliard (D1)   |                                   |
| US Valenciennes-Anzin (D1)     | 2 - 1 | FC Nantes (D2)                |                                   |

## Deuxième tour
Les matchs se déroulent sur le terrain du premier club cité, sauf note contraire. En cas de match nul, les deux équipes sont départagées au nombre de coups de pied de coin obtenus, puis par tirage au sort à la pièce jetée.
Aux six clubs qualifiés à la suite du premier tour se joignent les clubs professionnels éliminés en seizièmes de finale de la Coupe de France : Grenoble, Lens, Lyon, Marseille, Montpellier, Nancy, le RC Paris, Rouen, Sedan, Strasbourg, Toulon et Toulouse.
Matchs disputés le 6 mars 1960, sauf note contraire.
| Equipe 1                       | Score | Equipe 2                    | Notes                              |
| UA Sedan-Torcy (D1)            | 3 - 1 | RC Paris (D1)               | Disputé le 28 février à Saint-Ouen |
| Toulouse FC (D1)               | 0 - 1 | SC Toulon (D1)              | Disputé le 5 mars                  |
| FC Grenoble (D2)               | 3 - 4 | RC Strasbourg (D1)          |                                    |
| AS Troyenne et Savinienne (D2) | 2 - 1 | FC Nancy (D2)               |                                    |
| FC Metz (D2)                   | 2 - 1 | Olympique lyonnais (D1)     |                                    |
| Olympique d'Alès (D2)          | 2 - 1 | Olympique de Marseille (D2) |                                    |
| AS Béziers (D2)                | 1 - 0 | SO Montpellier (D2)         |                                    |
| US Valenciennes-Anzin (D1)     | 3 - 1 | CO Roubaix-Tourcoing (D2)   |                                    |
| RC Lens (D1)                   | 5 - 2 | FC Rouen (D2)               |                                    |

## Troisième tour
Les matchs se déroulent sur le terrain du premier club cité. En cas de match nul, les deux équipes sont départagées au nombre de coups de pied de coin obtenus, puis par tirage au sort à la pièce jetée.
Aux neuf clubs qualifiés à la suite du deuxième tour se joignent les clubs professionnels éliminés en huitièmes de finale de la Coupe de France : Angers SCO, US Forbach, Limoges FC, Nîmes Olympique, le Red Star, Stade rennais UC et le Stade français.
Matchs disputés le 3 avril 1960, sauf note contraire.
| Equipe 1                | Score      | Equipe 2                       | Notes              |
| Red Star Olympique (D2) | 0 - 1      | Angers SCO (D1)                | Disputé le 2 avril |
| RC Strasbourg (D1)      | 4 - 3      | FC Metz (D2)                   | Disputé le 2 avril |
| RC Lens (D1)            | 4 - 0      | US Valenciennes-Anzin (D1)     | Disputé le 2 avril |
| Limoges FC (D1)         | 2 - 1 a.p. | AS Troyenne et Savinienne (D2) |                    |
| AS Béziers (D2)         | 0 - 1      | Nîmes Olympique (D1)           |                    |
| UA Sedan-Torcy (D1)     | 3 - 1      | US Forbach (D2)                |                    |
| Stade rennais UC (D1)   | 2 - 3 a.p. | Stade français (D1)            |                    |
| Olympique d'Alès (D2)   | 0 - 4      | SC Toulon (D1)                 | Disputé le 7 avril |

## Quatrième tour
Les matchs se déroulent sur le terrain du premier club cité. En cas de match nul, les deux équipes sont départagées au nombre de coups de pied de coin obtenus, puis par tirage au sort à la pièce jetée.
Les huit clubs qualifiés à la suite du troisième tour s'affrontent entre eux.
Matchs disputés le 13 avril 1960, sauf note contraire.
| Equipe 1             | Score       | Equipe 2            | Notes               |
| RC Strasbourg (D1)   | 3 - 2       | Limoges FC (D1)     |                     |
| Nîmes Olympique (D1) | 1 - 1 a.p.¹ | SC Toulon (D1)      |                     |
| Angers SCO (D1)      | 2 - 3       | UA Sedan-Torcy (D1) | Disputé le 14 avril |
| RC Lens (D1)         | 2 - 1 a.p.  | Stade français (D1) | Disputé le 20 avril |

- 1 Le SC Toulon est qualifié au nombre de coups de pied de coin obtenus

## Quarts de finale
Les matchs se déroulent sur le terrain du premier club cité. En cas de match nul, les deux équipes sont départagées au nombre de coups de pied de coin obtenus, puis par tirage au sort à la pièce jetée.
Aux quatre clubs qualifiés à la suite du quatrième tour se joignent les clubs professionnels éliminés en quarts de finale de la Coupe de France : Cannes, Lille, Nice et Sète.
Matchs disputés le 24 avril 1960.
| Equipe 1       | Score       | Equipe 2            | Notes |
| RC Lens (D1)   | 3 - 3 a.p.¹ | Lille OSC (D2)      |       |
| OGC Nice (D1)  | 4 - 1       | AS Cannes (D2)      |       |
| SC Toulon (D1) | 3 - 1       | UA Sedan-Torcy (D1) |       |
| FC Sète (D2)   | 5 - 2       | RC Strasbourg (D1)  |       |

- 1 13 - 5 pour le RC Lens au nombre de coups de pied de coin obtenus

## Demi-finales
Les matchs se déroulent sur le terrain du premier club cité. En cas de match nul, les deux équipes sont départagées au nombre de coups de pied de coin obtenus, puis par tirage au sort à la pièce jetée.
Matchs disputés le 5 mai 1960.
| Equipe 1     | Score | Equipe 2       | Notes |
| RC Lens (D1) | 5 - 1 | OGC Nice (D1)  |       |
| FC Sète (D2) | 0 - 2 | SC Toulon (D1) |       |

## Finale
Le RC Lens réitère sa victoire de 1959 en s'imposant cette fois face au surprenant SC Toulon, promu en Division 1 en cette saison 1959-1960, et qui redescendra immédiatement à l'étage inférieur.
Dans cette finale disputée à Rouen, les Lensois avaient pourtant encaissé l'ouverture du score, puis avaient rejoint la mi-temps sur un score défavorable, mais un triplé d'Ahmed Oudjani (déjà buteur lors de la finale de 1959) permet aux Artésiens de prendre le meilleur sur leur adversaire.
Le RC Lens rejoint ainsi l'AS Saint-Étienne au nombre des équipes ayant remporté deux fois la compétition.
| Clubs     | RC Lens - SC Toulon |
| Score     | 3-2 (1-2) |
| Date      | 2 juin 1960 |
| Stade     | Stade Robert-Diochon, Rouen 4 000 spectateurs |
| Arbitre   | M. Louis Fauquemberghe |
| Buts      | Oudjani (19e, 53e et 77e) pour Lens ; Jönsson (6e) et Meftah (37e) pour Toulon |
| RC Lens   | Yvon Clément, Louis Polonia, Robert Budzynski, Bernard Placzek, Guillaume Bieganski, Léon Gorczewski, Ahmed Oudjani, Maryan Wisnieski, Fritz Kominek, Michel Lafranceschina, Michel Stievenard. Entraîneur : Jules Bigot |
| SC Toulon | Joseph Moreira, Robert Vicot, Étienne Vibourel, Pierre Marquet, Henri Pellegrino, Jean-Jacques Marcel, Jean Fournier, Jean Camilla, Théodore Lenfant, Abderrahmane Meftah, Egon Jönsson. Entraîneur : André Gérard       |